# Benedetto Secchi
Benedetto Secchi (* 28. Januar 1831 in Mondovì; † 1883 in Rom) war ein italienischer Sänger und Komponist.

## Leben
Secchi war von 1844 bis 1847 Schüler des Mailänder Konservatoriums; bei Antonio Angeleri, Felice Frasi und Pietro Ray studierte er Piano und Komposition. Der seit 1859 mit der Sopranistin Luigia Bendazzi verheiratete Komponist schuf Werke unterschiedlicher Genres, darunter mindestens zwei Opern, die in Mailand uraufgeführt wurden. Dabei wird zumindest der zweiten einiger Erfolg bescheinigt. Daneben arbeitete Secchi als Dirigent und Gesangspädagoge.
Die Sopranistin Ernestina Bendazzi (1864–1931) ist seine Tochter.

### Opern
- 1847: Il trovatore
- 1856: La fanciulla delle Asturie